# Oplophoroidea
Oplophoroidea is een superfamilie van kreeftachtigen uit de klasse van de Malacostraca (hogere kreeftachtigen).

## Families
- Acanthephyridae Spence Bate, 1888
- Oplophoridae Dana, 1852